# Смрт у рају
Смрт у рају је драмско-комична криминалистичка телевизијска серија коју је створио Роберт Торогуд, а у којој су водеће улоге тумачили Бен Милер (серијајли 1–3), Крис Маршал (серијали 3–6), Ардал О'Хенлон (серијали 6–9), Ралф Литл (серијали 9–13) и Дон Гилет (серијал 14− ).
Програм се снима на француском карипском острву Гваделупе и емитује се на каналу BBC One у Уједињеном Краљевству, France 2 у Француској, PBS у Сједињеним Државама и Prime на Новом Зеланду (са репризама на BBC UKTV), и на Foxtel-овом каналу BBC First каналу и ABC и 9Gem у Аустралији.
Смрт у рају ужива у високој гледаности и уопштено позитивном критичком пријему од свог дебија, што је довело до поновљених обнављања. Најновији 13. серијал почео је да се емитује у Великој Британији 4. фебруара 2024. а завршио 24. марта исте године. Серија је тренутно продужена за још један серијал, осигуравајући да ће програм трајати најмање до 2025.
Огранак серије Више од раја у којој је Маршалов лик Хамфриј Гудменом водећи почела је да се емитује 2023. Други огранак, Повратак у рај, направљен за телевизију АВС у Аустралији и BBC One, почео је у октобру 2024.

## Синопсис
Детектив инспектор Ричард Пул (Бен Милер) је послат из градске полиције у Лондону да истражи убиство британског полицајца на измишљеном карипском острву Сент Мери, британском прекоморском подручју са француском колонијалном историјом. Пошто је пронашао убицу, његови надзорници му наређују да замени жртву и остане на месту детективског инспектора (ДИ) на острву, на његову велику жалост, и решава нове случајеве како се појављују и предмет је многих шала о рибама на сувом.
На почетку 3. серијала, Пул је убијен, а неспретни лондонски детектив инспектор Хамфри Гудмен (Крис Маршал) стиже да истражи смрт свог претходника. Затим остаје трајно на острву као нови детектив, пошто га жена обавести да га напушта. У другој половини 6. серијала он подноси оставку како би могао да започне нови живот у Лондону са својом девојком Мартом Лојд пошто је успоставио везу са њом док је она боравила на СЕнт Мерију на одмору.
Гудменова замена на Сент Мерију је инспектор Џек Муни (Ардал О'Хенлон), недавни удовац који тугује због губитка своје жене и који је помагао екипи на случају у Лондону. Муни остаје на острву до средине 9. серијала када је одлучио да је спреман да се суочи са сећањем на своју преминулу жену и враћа се у Лондон са ћерком.
Мунијева замена је ДИ Невил Паркер (Ралф Литл) који у почетку није волео да буде на острву и има тешке алергије, посебно на уједе комараца. Он долази на острво само зато што им је потребан британски детектив да потпише случај и постаје приморан да остане дуже пошто због болести привремено није могао да путује. Међутим, он одлучује да остане на острву све док се на крају није загрејао за острвски начин живота. Он остаје на острву до 13. серијала на крају ког одлази јахтом да путује и буде у вези са бившом детективком наредницом (ДН) Флоренс Касел (Жозефин Жобер).
Током божићног специјала из 2024. начелник Патерсон (Дон Варингтон) позива Лондон за новог ДИ-ја који ће водити истраге на Сент Мерију. ДИ Мервин Вилсон (Дон Гилет) је случајно био на одмору на острву. Док се укрцавао у летелицу да га одведе са острва „успореног темпа“, он прима телефонски позив од свог претпостављеног који му наређује да остане и реши убиство.

## Формат
Иако је Смрт у рају и даље у прва три најпопуларнија програма на британској телевизији, критичари су крими драму назвали „неугледном“ и „незахтевном детективском представом са лепим карипским пејзажом“.
Серија је позната по формулисаном приступу својим заплетима при чему је свака епизода приближно исте дужине, стила и грађе приче. Свака епизода почиње уводом пре шпице који приказује догађаје који су довели до убиства и често откривање тела након тога. Увод такође служи да представи гостујуће ликове те одређене епизоде. Полицијске снаге Сент Мерија су накнадно обавештене о убиству, врше се прелиминарне истраге и саслушања како би се утврдили осумњичени, а фотографије осумњичених и места злочина су постављене на таблу у седишту полиције.
Често пред крај, водећи ДИ има тренутак спознаје, можда изазван нечим што неко каже или уради, или неком појавом. У овом тренутку, како, зашто и ко је убица ДИ схвата, али не открива публици. Осумњичени се затим окупљају и ДИ разговара о доказима. Често се користе бљескови из прошлости да покажу шта се догодило. Убица и побуда се откривају у расплету епизоде. Прикупљање осумњичених, пролазак кроз догађаје и коначно откривање и хапшење убице заснива се на техници коју је Агата Кристи користила у причама о госпођици Марпл и неким од прича о Херкулу Поароу.
Обично се свака епизода завршава комичном сценом или прослављеним одласком полицајаца у Кафану код Кетрин. Последња епизода већине серијала укључује подзаплет у којем главни ДИ долази у искушење да се врати у Велику Британију због могућности понуде за посао или личне везе, али на крају одлучује да остане на острву.
Овај формат је проењен у шестом серијалу када је дводелна прича у петој и шестој епизоди приказала екипу како путује у Лондон да прати тренутни случај, што је довело до тога да је Гудмен одлучио да остане са својом новом девојком Мартом. Муни је отишао на Сен Мари, у почетку на одмор да би помогао да побегне од сећања на своју недавно преминулу жену, али је одлучио да постане нови детективски инспектор острва. Овај формат је такође поновљен у деветом серијалу када је Муни одлучио да се врати у Британију на средини серијала јер је осећао да је спреман да се суочи са сећањем на своју покојну жену, а нови инспектор (ДИ Невил Паркер) је у почетку дошао на острво само да преузме одређено тело, али је задржан неколико недеља из здравствених разлога пре него што је одлучио да остане да се суочи са новим изазовом. Паркер остаје ДИ на острву до краја 13. серијала када напушта острво како би путовао заједно са својом бившом ДН Флоренс Касел.

## Поставка
Смрт у рају смештена је на измишљено карипско острво Сент Мери, описано у епизоди „Уметничко убиство“ 3. серијала као „лепо острво“ које се „налази у источном карипском мору“. У епизоди „Пливање у убиству“ 4. серијала помиње се да је Мартиник „добрих 113 километара“. Сент Мери је „једна десетина величине свог северозападног суседа Гваделупеа“. Ово би Сент Мери учинило великим око 63 квадратне миље (160 квадратних километара). Сент Мери је британско прекоморско подручје, али око 30% њеног становништва су Французи, због претходне историје, а језик се још увек нашироко говори.
Чини се да је позадинска прича мешавина два острва у стварном свету у близини Гваделупеа, са величином и местом у складу са Мери-Галант и историјом и језиком у складу са Домиником. У серији, измишљено острво Сент Мери има вулкан, прашуму, плантаже шећера, рибарску луку, аеродром, универзитет, самостан, око 100 јавних плажа и крунски суд. Такође има своје новине Сент Мериско време, радио станицу Радио Сент Мери и телевизијску станицу СМТВ. Возила имају француске таблице, а моторна возила возе десном страном. Полицијске униформе су такође француске, а не британске.
Оноре, име главног града, је омаж на Сент Оноре, место радње романа Карипска загонетка Агате Кристи. У граду се налази пристаниште за одмор и комерцијалу, пијаца, кафане и ресторани, као и полицијска станица. Суседни град Онореу назван је Порт Ројал. Главне економске везе Сент Мерија су са Гваделупеом, Британијом и Француском. Главне вере острва су католицизам и вуду, а неколико верских фестивала се налази у програму, међу којима је и фестивал Свете Урсуле (у стварности, велики фестивал на Девичанским острвима) и неки вуду фестивали.

### Друга места
Епизода „Човек са златним пиштољем“ 3. серијала је углавном смештена на острвце недалеко од Сент Мерија. У приватном је власништву и местимично је мало. Ова епизода је заправо снимљена на острву Кахуен, око 1,9 км од северозападне обале Гваделупеа где се серија иначе снима. Често се може видети у позадини са плаже на Сент Мерију. Епизоде „Човек у мору (1. део)“ и „Човек у мору (2. део)“ 6. серијала су углавном смештене у Лондон јер су Гудмен, Каселова и службеник Мајерс формирали екипу за везу са Мунијем како би пронашли осумњичене у истрази убиства у Сент Мерију, а касније и истражили убиство једног од осумњичених.
Два друга измишљена острва, Свети Варнава и Свети Август, појављују се у целој серији, а полиција Сент Мерија је одговорна за надгледање њиховог месног спровођења закона.

## Улоге
- Бен Милер као Детектив инспектор Ричард Пул (серијали 1−3)
- Сара Мартинс као Детективка наредница Камил Бордеј (главни: серијали 1−4; гост: серијали 10 и 13)
- Дени Џон-Џулс као Службеник Двејн Мајерс (главни: серијали 1−7, 13−14; гост: серијал 11)[14][15]
- Гери Кар као Службеник/наредник Фидел Бест (серијали 1−3)
- Дон Варингтон као начелник Селвин Патерсон
- Елизабет Буржин као Кетрин Бордеј, Камилина мајка (главни: серијали 2− ; епизодни: серијал 1)
- Крис Маршал као Детектив инспектор Хамфри Гудмен (серијали 3−6)
- Жозефин Жобер као Наредница/детективка наредница Флоренс Касел (главни: серијали 4−8, 10−11; епизодни: серијал 13)
- Тоби Бејкер као Службеник/наредник Ж. П. Хупер (главни: серијали 4−10; гост: серијали 13−14)
- Ардал О'Хенлон као Детектива инспектор Џек Муни (серијали 6−9)
- Шико Амос као Службеница Руби Патерсон (серијали 8−9)
- Од Легастелоа-Биде[16] као Детективка наредница Медлин Дума (серијали 8−9)
- Ралф Литл као Детектив инспектор Невил Паркер (серијали 9−13)
- Таџ Мајлс као Службеник на обуци/службеник Марлон Прајс (серијали 10−13)
- Шантол Џексон као Наредница/детективка наредница Наоми Томас (серијали 11− )
- Џини Холдер као Службеница на обуци/службеница Дарлин Куртис (главни: серијали 11− ; епизодни: серијал 7)[17]
- Дон Гилет као Детектив инспектор Мервин Вилсон (серијали 14− )
- Шакил Али-Јебуа као Службеник Себастијан Роуз (серијали 14− )[18]

Најдугогодишњији гулуац у серији осим Дона Варингтона и Елизабет Буржин, Дени Џон-Џулс, није се вратио након седмог серијала, а заменила га је Шајко Амос која игра братаницу начелника Селвина Патерсона Руби. Џон-Џулс је навео свој разлог за напуштање серије као жељу да оде „на високом нивоу“. И Шико Амос и Од Легастелоа-Биде су напустиле серију по завршетку 9. серијала.

### Хари
Поред људских ликова, животињски епизодни лик је "Хари", гуштер који живи у бунгалову детектива инспектора. Појављује се у скоро свакој епизоди и служи као звучна плоча за детектива инспектора да разговара о статусу тренутног случаја и његовим животним искуствима. Хари је рачунарски генерисан.

## Епизоде
| Сезона | Сезона | Епизоде | Епизоде | Оригинално емитовање | Оригинално емитовање | Просек гледалаца (у милионима) |
| Сезона | Сезона | Епизоде | Епизоде | Премијера            | Финале               | Просек гледалаца (у милионима) |
| ------ | ------ | ------- | ------- | -------------------- | -------------------- | ------------------------------ |
|        | 1.     | 8       | 8       | 25. октобар 2011.    | 13. децембар 2011.   | 5.89                           |
|        | 2.     | 8       | 8       | 8. јануар 2013.      | 26. фебруар 2013.    | 7.67                           |
|        | 3.     | 8       | 8       | 14. јануар 2014.     | 4. март 2014.        | 8.46                           |
|        | 4.     | 8       | 8       | 8. јануар 2015.      | 26. фебруар 2015.    | 8.60                           |
|        | 5.     | 8       | 8       | 7. јануар 2016.      | 25. фебруар 2016.    | 8.08                           |
|        | 6.     | 8       | 8       | 5. јануар 2017.      | 23. фебруар 2017.    | 8.45                           |
|        | 7.     | 8       | 8       | 4. јануар 2018.      | 22. фебруар 2018.    | 7.72                           |
|        | 8.     | 8       | 8       | 10. јануар 2019.     | 28. фебруар 2019.    | 7.84                           |
|        | 9.     | 8       | 8       | 9. јануар 2020.      | 27. фебруар 2020.    | 7.54                           |
|        | 11.    | 9       | 9       | 26. децембар 2021.   | 25. фебруар 2022.    | 7.52                           |
|        | 12.    | 9       | 9       | 26. децембар 2022.   | 24. фебруар 2023.    | 7.31                           |
|        | 13.    | 9       | 9       | 26. децембар 2023.   | 24. март 2024.       | 7.30                           |
|        | 14.    | 9       | 9       | 22. децембар 2024.   | 28. март 2025.       | н. п.                          |
|        | 15.    | н. п.   | н. п.   | децембар 2025.       | 2026.                | н. п.                          |

## Eпизоде
Серија се снима на француском архипелагу Гваделупе на Малим Антилима, углавном у комуни Деше (која се удвостручује за град Оноре на измишљеном острву Сент Мери), уз помоћ Бироа за акумулацију турнира у регији Гваделупе. Место полицијске станице Оноре је црквена сала у Дешеу (изграђена око 1850-их) где се свештеничка канцеларија појављује као просторија за инциденте.
Снимање 1. серијала је било посебно тешко због недостатка инфраструктуре на Гваделупеу за дуготрајно снимање, као и због чињенице да је Сара Мартинс, глумица која игра ДН Камил Бордеј, сломила ногу усред снимања због чега је скоро у потпуности била исписана из 6. епизоде, што је изазвало потешкоће током снимања 7. и 8. епизоде.
Милер је напустио серију на почетку 3. серијала јер је сматрао да проводи превише времена далеко од породице, пошто његова жена није могла да му се придружи на острву током продукције. Маршалу се породица придружила на острву током његова прва три шестомесечна снимања, а његов син Томас се уписао у тамошњу школу. Када његова породица није могла да му се придружи током снимања шестог серијала, након рођења ћерке Елси, он се осећао „необезбеђеним и празним“ и касније је одлучио да напусти серију.
Од 7. епизоде шестог серијала, главну улогу је преузео Ардал О'Хенлон који је играо инспектора Џека Мунија, лондонског колегу. Жозефин Жобер је напустила серију после 6. епизоде осмог серијала, а заменила ју је глумица Од Легастелоа која игра Медлин Думу. Жоберова је навела разлог за излазак из серије као жељу да се „усредсреди на друге пројекте“. О'Хенлон је потврдио да је напустио серију у октобру 2019. године, а његово последње појављивање било је у 4. епизоди 9. серијала. Његова замена, Ралф Литл који игра ДИ Невила Паркера, откривен је истог месеца.
У јулу 2020. ББЦ је објавио одлазак Шико Амос и Легастелоине, уз повратак Жоберове и долазак новајлије Таџа Мајлса као Марлона Прајса.
У јануару 2022. у четвртој епизоди 11. серијала, Жоберова је напустила серију по други пут пошто је њен лик напустио острво. Њен одлазак није раније најављен. Поново се вратила по трећи пут у 6. епизоди 13. серијала, емитованој у марту 2024. У међувремену, Таџ Мајлс је напустио острво као Марлон Прајс у претходној епизоди, а заменио га је Двејн Мајерс који је претходно отишао. Затим је на крају серијала Ралф Литл отишао као Невил са Флоренс када су изразили љубав једно према другом.

## Пријем

### Гледаност
Смрт у рају је временом стекла популарност на британској телевизији.
1. серијалAtlantique Production (2011) је најмање гледан за сада, у просеку је имала 5,89 милиона гледалаца, а 5,3 милиона гледалаца за шесту епизоду „Беспомоћна помоћ“ било је најмање што је серија имала. Свака епизода је била међу првих пет најгледанијих програма дана и међу првих 40 у недељи.
2. серијал (2013) је у просеку имао 7,67 милиона гледалаца, при чему је свака епизода међу прва два најгледанија програма дана и међу 15 најбољих у недељи.
3. серијал (2014) је у просеку имао 8,46 милиона гледалаца, при чему је свака епизода међу прва два најгледанија програма дана и међу првих десет у недељи.
4. серијал (2015) је у просеку имао 9,03 милиона гледалаца. На основу консолидованих података, свака епизода је била међу прва три најгледанија програма дана и међу првих десет у седмици.
5. серијал (2016) је у просеку имао 8,67 милиона гледалаца. На основу консолидованих података, свака епизода је била најгледанији програм дана и међу четири најбоље у недељи.
6. серијал (2017) био је најгледанији за сада, у просеку имавши 9,1 милион гледалаца. Премијера серијала „Ерупција убиства“ је најгледанија епизода серије до сада са 9,81 милиона гледалаца. На основу консолидованих података, свака епизода серијала била је најгледанији програм дана и међу четири најбоље у седмици.
7. серијал (2018) је у просеку имао 8,34 милиона гледалаца. На основу консолидованих података, свака епизода је била најгледанији програм дана и међу првих десет у недељи.
8. серијал (2019) је у просеку имао 8,2 милиона гледалаца. На основу консолидованих података, свака епизода је била најгледанији програм дана и у првих седам у седмици.
9. серијал (2020) је у просеку имао 8,14 милиона гледалаца. На основу консолидованих података, свака епизода је била најгледанији програм дана и у првих шест у седмици.
Према чланку Радио времена из 2018. године, „Од Аустралије преко Русије до Индије, која се протеже на 236 територија, ова британска криминалистичка комедија-драма постала је глобална појава“.

### Критички пријем
Серија је добила различите критике од критичара, а већина критика је била усмерена на њену формулу. Први серијал је хваљен због свог освежавајућег стила и амбијента. Увођење Криса Маршала на почетку 3. серијала био је посебно добро примљено, а Ребека Смит из Дневног телеграфа навела је Маршала као „победнички додатак“ глумачкој екипи. Премијера 4. серијала је описана као „мали део бекства“ и уопштено је хваљена. Марк Монахан из Дневног телеграфа критиковао је опуштени тон серије, назвавши је превише методичном без ничег јединственог у њој осим окружења.
Било је и коментара у медијима о колонијализму и расизму. Пошто је прва епизода емитована 2011. године, критичар Метро ТВ-а Кит Вотсон написао је да је „идеја о падобранству полицајца у колонијалном окружењу јер месно становништво није дорасло том послу, оставила помало киселкаст укус“, а серијал је личио на „повратак у дане славе Британске империје које бледе“. У есеју Чувара из јануара 2021. писац Сирин Кејл је указао на „велику и захвалну публику“, али је био критичан према неколико аспеката, укључујући и расну динамику: „Ако је Смрт у рају била застарела серија када је емитована – враћање на Питера Фалка у капуту. Црни споредни глумци зову белца, мушку главну улогу у серији, „господине“ и ослањају се на њега да реши злочине који су очигледно ван њихове памети да реше."

### Награде
Red Planet Pictures је биран и освојио награду „Различитост у драмској продукцији“ за Смрт у рају. Сара Мартинс, Дени Џон-Џулс, Дон Варингтон и Тоби Бејкер добили су награду на прослави коју су подржали ББЦ и ИТВ која је одржана 15. фебруара 2015.

## Емитовање
У Великој Британији, сви серијали се приказују на BBC One. Први серијал је емитован крајем 2011. Други је емитован у јануару 2013. а следећи серијали су попунили исто место у јануару. Сви серијали су приказани у термину од 21:00 до 22:00. У Француској се програм емитује на France 2 и France О. Смрт у рају се емитује на 236 подручја. Цела серија је доступна за стримовање током целе године од маја 2020. на BritBox-у. У САД-у програм се појављује на бројним PBS станицама. Серија се тренутно приказује у блоку „Јутарње мистерије“ на Ovation-у петком, а такође се емитовала на мрежи сваког четвртка увече у 19:00 са узастопним епизодама. У Немачкој, серија се сада емитује на Disney+ као део њиховог уговора са трећим странама.

## Музика

### Музика за шпицу
Тематска музика је инструментална варијанта јамајчанске песме из 1960-их "You're Wondering Now" коју је написао Коксон Дод и коју су изворно снимили Енди и Џои на Јамајци. Касније су га прославили The Skatalites и у Европи ска бенд The Specials, а касније и Ејми Вајнхаус, као што је представљено на неким издањима делукс варијанте њеног албума Back to Black. У завршној сцени прве епизоде трећег серијала, у кафани је пуштена насловна варијанта коју су The Skatalites снимили 1994. године. Појавио се на званичном звучном запису Смрт у рају, објављеном у јануару 2015. заједно са осталом музиком из сва четири серијала. Изворна варијанта песме коју су снимили Енди и Џои пуштена је пред крај последње епизоде шестог серијала. Снимио ју је и Роберт Вајат на свом албуму Средином осамдесетих (1993) под насловом „Алфи и Роберт отпловљавају у залазак сунца“, само понављајући редове „Питаш се сада / Шта да радиш, сад знаш да је ово крај“. У француској верзији, уводна песма је "Sunday Shining" Финлија Квеја.
Тематска музика је мало измењена 2018. године када се екипи придружио нови композитор Дејвид Мајкл Силија и заједно са Магнусом Фајнсом додали су више баса својој теми. Ова тема је трајала само до 2020. Тематска музика је добила још један, већи ремонт 2021. године са потпуно новом музиком, али и даље заснованом на изворној теми. Добила је нову мелодију и бас. Композитор Магнус Фајнс је у интервјуу рекао да је потребно променити тему за десетогодишњицу. У божићном специјалу 2021. проширена варијанта ове тематске мелодије свирала је преко аутомобила са Цариб Роцкетсима и пребачена у Карлтон Вилу. Текстови су такође певани преко завршних шпица за оба специјала.

### Звучни запис
У јануару 2015. ББЦ је објавио званичну музику са 26 песама из прва четири серијала серије. Запис садржи изворну музику за Смрт у рају и већ постојеће мелодије, иако не укључује музику теме из серије.
Партитуру саме серије компоновао је Магнус Фајнс и укључује музичаре као што су реге бенд Лавови из Лос Анђелеса (Блејк Коли на бубњевима, Дејв Вајлдер на басу, Ден Убик на гитари) и клавијатурист и мелодичар Роџер Ривас.
Сваки детектив је имао своју специфичну, појединачну, персонализовану партитуру засновану на њиховој личности. Ричард Пул је имао жалосни џез кларинет, Хамфри Гудмен фагот, Џек Муни мандолину, а ДИ Невил Паркер има ромски џез.

## Романи
Творац серије Роберт Торогуд потписао је уговор о три књиге за писање романа Смрт у рају у којима се појављују изворни ликови (ДИ Ричард Пул, ДН Камил Бордеј, официр Двејн МАјерс, наредник Фидел Бест и начелник Селвин Патерсон). Први од њих, Медитација о убиству (роман Смрт у рају), објављен је у јануару 2015. Ране критике су уопштено биле позитивне, а посебно је Дневни експрес био бесплатан, дајући му четири звездице. Друга књига, Убиство Поли Картер, објављена је 2016. Трећа књига, Смрт куца двапут, објављена је 2017. Четврта књига, Убиство на Карибима, објављена је у децембру 2018.

## Огранци
У јуну 2022. године, најављен је огранак под називом Више од раја који се емитује у Великој Британији од 24. фебруара 2023. године и у којем су се вратили Крис Маршал као Хамфри Гудмен и Сели Бретон као његова вереница Марта Лојд док уживају у животу у Британији. Огранак су наручили BBC One и BritBox. Снимање серије почело је у августу 2022. Након завршетка прве серије, ББЦ је објавио да је продужена за други серијал који почиње са емитовањем крајем 2023.
Други огранак под називом Повратак у рај за телевизију АБЦ у Аустралији и BBC One најављен је у новембру 2023. Серијал од 6 епизода смештен је у засеоку Делфински залив поред плаже. Серијал је почео у октобру 2024. на АБЦ-ТВ и iView-у у Аустралији, а у новембру 2024. на BBC One и iPlayer-у у Великој Британији.